# Zariski-Topologie
Die Zariski-Topologie ist ein Begriff aus dem mathematischen Teilgebiet der algebraischen Geometrie. Sie ist die natürliche Topologie auf den Studienobjekten der algebraischen Geometrie, den algebraischen Varietäten oder allgemeiner den Schemata.

## Die Zariski-Topologie in der klassischen algebraischen Geometrie
In der klassischen algebraischen Geometrie ist die Zariski-Topologie (nach Oscar Zariski) diejenige Topologie auf dem affinen Raum {\displaystyle K^{n}} über einem algebraisch abgeschlossenen Körper {\displaystyle K}, die von den offenen Mengen der Form
{\displaystyle \operatorname {D} (f)=\{x\in K^{n}\mid f(x)\neq 0\}} für {\displaystyle f\in K[X_{1},\dotsc ,X_{n}]}
erzeugt wird. Affine Varietäten tragen die induzierte Topologie, und die Zariski-Topologie auf allgemeineren Varietäten wird über affine Karten definiert.
Beispielsweise ist die Zariski-Topologie auf der affinen Geraden die Topologie der koendlichen Mengen.
Auf einer affinen Varietät ist die Zariski-Topologie die gröbste Topologie, für die die regulären Funktionen als Abbildungen in die affine Gerade {\displaystyle K} (mit ihrer Zariski-Topologie) stetig sind.

## Die Zariski-Topologie auf dem Spektrum eines Ringes
Ist {\displaystyle A} ein kommutativer Ring mit Einselement, so ist das Spektrum {\displaystyle \operatorname {Spec} A} die Menge der Primideale von {\displaystyle A} mit der Topologie, bei der die abgeschlossenen Mengen die Mengen
{\displaystyle \{{\mathfrak {p}}\in \operatorname {Spec} A\mid {\mathfrak {p}}\supseteq I\}}
für Ideale {\displaystyle I\subseteq A} sind.
Ist {\displaystyle A=K[X_{1},\dotsc ,X_{n}]} für einen algebraisch abgeschlossenen Körper {\displaystyle K}, so entsprechen die maximalen Ideale von {\displaystyle A} nach dem hilbertschen Nullstellensatz eineindeutig den Elementen von {\displaystyle K^{n}}, und die Topologien auf diesen beiden Mengen stimmen überein.

## Eigenschaften
Die Zariski-Topologie unterscheidet sich stark von den gewohnten, auf den reellen Zahlen basierenden topologischen Räumen.
- Die Topologie ist i. A. nicht hausdorffsch; in der Tat ist der Raum {\displaystyle K^{n}} irreduzibel, d. h., je zwei nichtleere offene Teilmengen schneiden sich. Irreduzibilität ist also ein stärkerer Begriff als Zusammenhang.
- Quasi-kompakte Teilmengen müssen nicht notwendigerweise abgeschlossen sein.

## Verallgemeinerungen
- Die Zariski-Topologie eines Schemas ist Teil seiner Struktur; allerdings verwendet man den Ausdruck „Zariski-Topologie“ im Kontext von Schemata meist nur zur Unterscheidung von anderen Grothendieck-Topologien.